# عملية 3 ميكرومتر
عملية 3 ميكرومتر (بالإنجليزية:  3 µm process)‏ عملية تشير إلى مستوى عملية تصنيع تقنية أشباه الموصلات التي
تم التوصل إليها بحدود العام 1977، من قبل الشركات الرائدة في مجال أشباه الموصلات، مثل إنتل.

## منتجات تمثل عملية تصنيع 3 ميكرومتر
- وقد صنعت وحدة المعالجة المركزية إنتل 8085 والتي أطلقت في عام 1975 باستخدام هذه العملية.
- وقد صنعت وحدة المعالجة المركزية إنتل 8088 والتي أطلقت في عام 1979 باستخدام هذه العملية.